# Phoenix (groupe)
Pour les articles homonymes, voir Phoenix.
Pour le groupe de heavy metal, voir Phenix (groupe).
Phoenix est un groupe de pop rock français à influence électronique, originaire de Versailles, dans les Yvelines. Il est composé de Thomas Mars, Deck d'Arcy, Laurent Brancowitz et Christian Mazzalai. Il est l'un des groupes de rock français les plus populaires à l'échelle internationale,.
Phoenix compte sept albums originaux en vingt-cinq ans, et plus d'une soixante-dizaine de chansons. Leur musique composite, mélangeant des influences riches et variées (musique classique, électronique, pop), lorgne vers un style principalement rock.

## Biographie

### Formation et débuts (1991–1999)

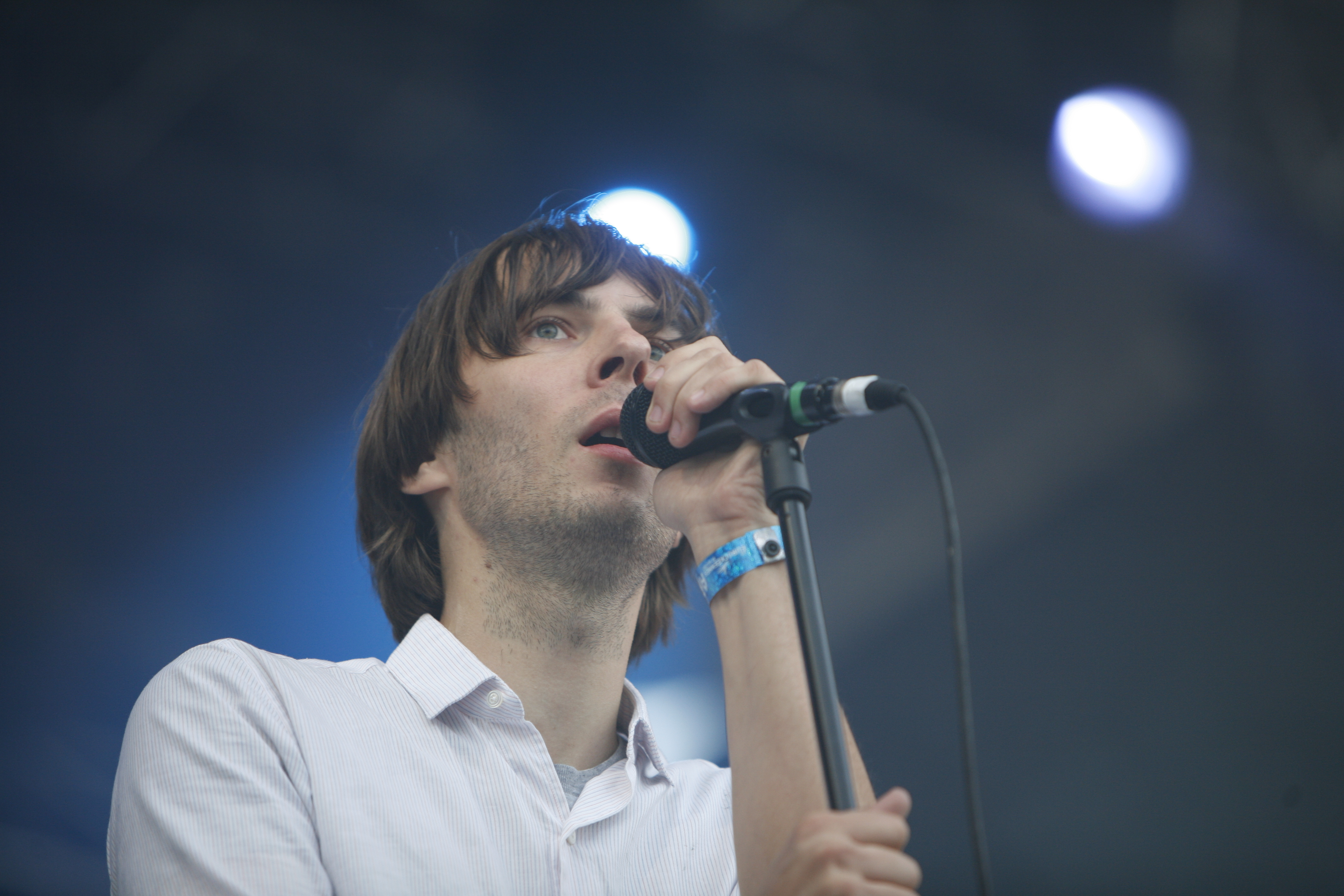
Thomas Mars au chant.

Les trois membres fondateurs du groupe, originaires du Chesnay, à côté de Versailles, font connaissance au collège. Vers l'âge de 12 ans, Deck D'Arcy et Thomas Mars jouent déjà de la musique ensemble lorsque Christian Mazzalai les rejoint. Ils fréquentent ensuite tous trois le lycée Hoche et créent un groupe en 1991.
En 1995, ils sont rejoints par Laurent Brancowitz, le frère de Christian, qui vient de quitter le groupe Darlin' qu'il avait monté avec Thomas Bangalter et Guy-Manuel de Homem-Christo, qui créent de leur côté Daft Punk en 1993. Le groupe est officiellement fondé en 1995 et prend le nom de Phoenix en 1997. Cette même année, ils sortent un 45 tours : Party Time/City Lights. C'est un tirage limité (500 exemplaires) destiné à démarcher les maisons de disques. Cela leur permet de signer l'année suivante avec le label Source, de Virgin. En 1998, ils accompagnent alors le groupe Air pour leur single Sexy Boy et Kelly Watch the Stars sur les plateaux de télévision et en concert. Le premier single « officiel » de Phoenix, Heatwave, sort en 1999. Il est composé de trois titres de musique électronique — on est alors en pleine French touch. Les titres sont chantés en anglais, et naturellement, Phoenix se rapproche davantage de la scène pop rock anglo-saxonne et internationale : le groupe sort du périmètre purement francophone.
Leur premier album, United, mélange de rock, soul, funk et musique électronique, sort en mai 2000. Avant sa sortie, les titres sont diffusés aux États-Unis et en Europe, notamment au Royaume-Uni. If I ever feel better rencontre un franc succès outre-Manche et permet à Phoenix de se faire connaître du grand public. Le groupe sillonne les festivals du monde entier et devient l'un des tenants de la branche rock de la French touch. 

### Tournées internationales (2000–2006)
Quatre ans s'écoulent avant la sortie d'un second album : Alphabetical en mars 2004. Celui-ci est imprégné de l'influence du R'n'B (l'intro de leur chanson Victim of the Crime serait inspirée de celle de Still D.R.E. de Dr Dre). Phoenix connaît d'ailleurs une reconnaissance encore plus importante en Grande-Bretagne, aux États-Unis, en Amérique du Sud, au Japon, en Allemagne et dans les pays scandinaves, particulièrement en Suède où l'album It's Never Been Like That a été un triomphe. Phoenix connaît un succès tardif en France, puisque ce n'est qu'à partir de leur album Wolfgang Amadeus Phoenix qu'ils réussiront à faire salle pleine et à ravir la critique.
En mai 2006, la sortie de l'album It's Never Been Like That, plus rock que le précédent, marque un retour aux sources du groupe. Enregistré et produit par le groupe en 2005 à Berlin, dans les anciens studios de la Rundfunk der DDR de l'ancienne République démocratique allemande, dans le complexe de la Funkhaus Nalepastraße. Pour promouvoir cet album, Phoenix entame une longue tournée en Europe et aux États-Unis.

### Reconnaissance mondiale (2006–2011)

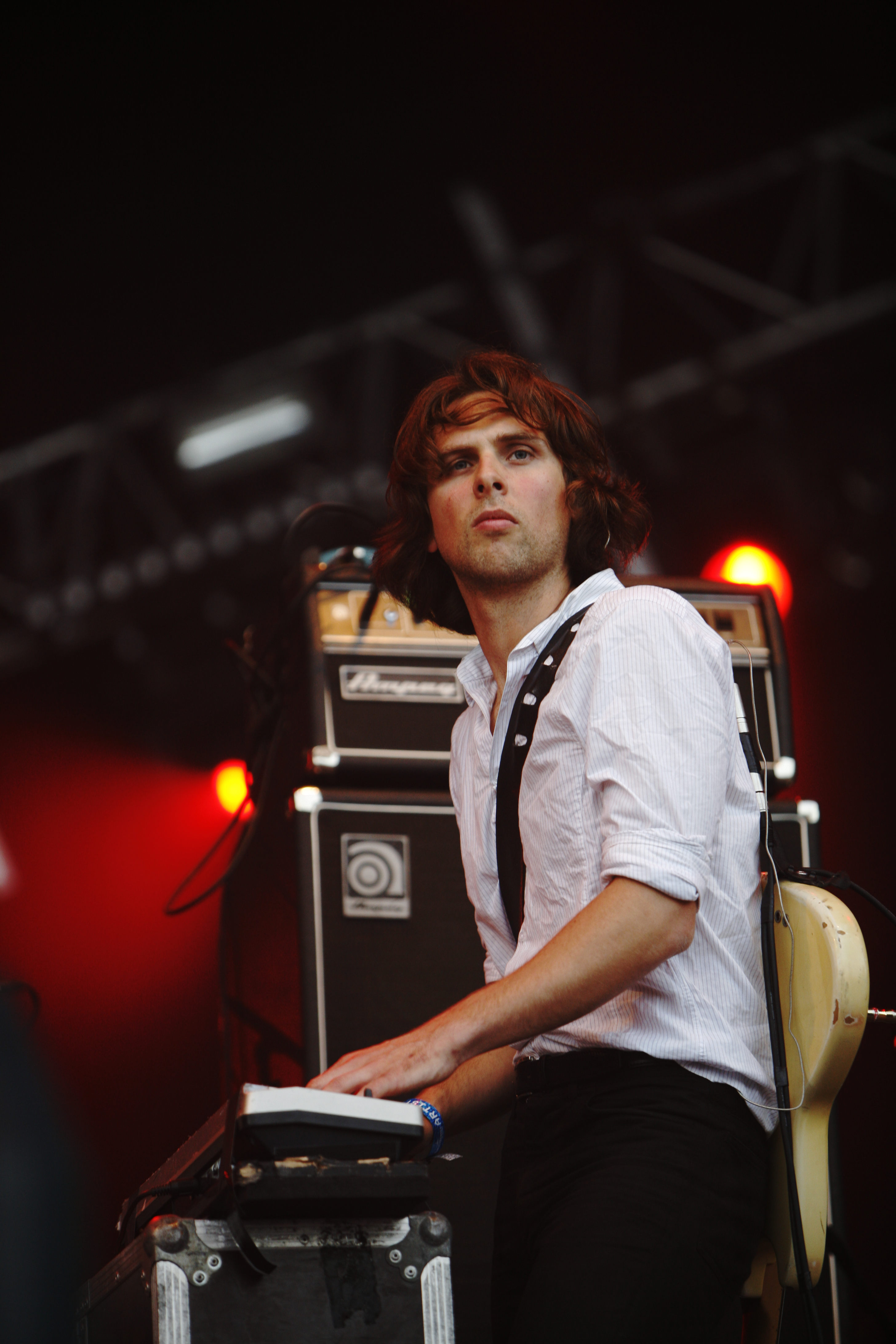
Deck D'Arcy.

Le nouvel album de Phoenix, intitulé Wolfgang Amadeus Phoenix, sort le 25 mai 2009 sur leur nouveau label Loyauté. Il est en partie produit et mixé par Philippe Cerboneschi, alias Zdar, du groupe Cassius.
En pleine promotion de son nouvel album, le groupe Phoenix est reçu comme invité musical dans l'émission du 4 avril 2009 du Saturday Night Live de NBC (l'invité principal ce soir-là étant Seth Rogen). Ils jouent Lisztomania, 1901 et Too Young. C'est la première fois dans l'histoire de cette émission populaire qu'un groupe invité est français. Lisztomania résonne une fois de plus sur le plateau de Jimmy Kimmel, fin juin 2009. Le 10 octobre 2009, le groupe est de nouveau invité à la télévision américaine dans l'émission The Late Late Show with Craig Ferguson de CBS. Ils y jouent Girlfriend. Puis le 15 septembre 2009, ils sont invités à jouer leur morceau 1901 devant le public de l'émission de Conan O'Brien, The Tonight Show sur NBC. Ils sont également les invités musicaux du Late Show with David Letterman où ils interprètent 1901. Le 25 septembre, ils jouent au Late Night with Jimmy Fallon. Puis le 20 avril 2010, ils participent au Tonight Show de Jay Leno à la NBC.
Leur disque Wolfgang Amadeus Phoenix reçoit le Grammy Award du meilleur album indépendant de l'année, alors qu'il est notamment en concurrence avec les albums de Death Cab for Cutie et Depeche Mode,.
Le 20 octobre 2010, ils deviennent le premier groupe français à se produire au Madison Square Garden de New York, devant 20 000 personnes. Le duo Daft Punk fait une apparition surprise lors du rappel pour accompagner le groupe sur plusieurs titres. En septembre 2010, Phoenix organise également un concert au fameux amphithéâtre du Hollywood Bowl de Los Angeles, point phare de leur tournée en Californie. L'animation lumineuse du concert refléta un parti pris artistique lié à l'emploi de projecteurs HD de grande capacité.

### Évolution et années de studio (depuis 2011)
Phoenix rentre en studio à New York dès 2011, puis à Paris en 2012 pour l'enregistrement de l'album Bankrupt! qui sort le 22 avril 2013,,. Ils utilisent durant l'enregistrement notamment la console de mixage Harrison 4032 qui a servi à enregistrer la chanson Thriller de Michael Jackson.
Le successeur de Bankrupt!, intitulé Ti Amo (en), sort le 9 juin 2017 sur le label Glassnote.
En juin 2019, Philippe Zdar, le producteur du groupe, décède.
En 2022, ils enregistrent leur septième album, Alpha Zulu, au musée des Arts décoratifs situé dans une aile du palais du Musée du Louvre à Paris.
En 2024, Phoenix se produisent à l’occasion de la cérémonie de clôture des Jeux olympiques de Paris 2024, tout en accompagnant Air sur Playground Love et Kavinsky avec Angèle sur Nightcall.

## Membres
- Thomas Mars – chant
- Deck D'Arcy – basse, clavier
- Laurent Brancowitz – guitare
- Christian Mazzalai – guitare

## Discographie

### Classements

#### Albums
| Année | Album                     | Position             | Position             | Position              | Position            | Position               | Position               |
| Année | Album                     | Drapeau de la France | Drapeau de la Suisse | Drapeau de la Norvège | Drapeau de la Suède | Drapeau des États-Unis | Drapeau de l'Allemagne |
| ----- | ------------------------- | -------------------- | -------------------- | --------------------- | ------------------- | ---------------------- | ---------------------- |
| 2000  | United                    | 90                   | -                    | 37                    | -                   | -                      | -                      |
| 2004  | Alphabetical              | 41                   | -                    | 4                     | 11                  | -                      | 68                     |
| 2005  | Live! Thirty Days Ago     | -                    | -                    | -                     | -                   | -                      |                        |
| 2006  | It's Never Been Like That | 34                   | 66                   | 14                    | 18                  | -                      | 41                     |
| 2009  | Wolfgang Amadeus Phoenix  | 14                   | 23                   | 39                    | 34                  | 37                     | 18                     |
| 2013  | Bankrupt!                 | 3                    | 23                   | 33                    | -                   | 4                      | 18                     |
| 2017  | Ti Amo                    |                      |                      |                       |                     |                        |                        |
| 2022  | Alpha Zulu                |                      |                      |                       |                     |                        |                        |

#### Singles
| Date de sortie | Date de sortie | Titre                    | Position | Position | Position | Position | Position               | Position    | Position | Album                     |
| Date de sortie | Date de sortie | Titre                    | [ 29 ]   | [ 30 ]   | [ 31 ]   | [ 32 ]   | Drapeau du Royaume-Uni | Modern Rock | Wallonie | Album                     |
| -------------- | -------------- | ------------------------ | -------- | -------- | -------- | -------- | ---------------------- | ----------- | -------- | ------------------------- |
| 1999           | ?              | Party Time               | —        | —        | —        | —        | —                      | —           | —        | United                    |
| 1999           | 2 aout         | Heatwave                 | —        | —        | —        | —        | —                      | —           | —        | United                    |
| 2000           | 22 mai         | Too Young                | 97       | —        | —        | —        | 148                    | —           | —        | United                    |
| 2001           | 22 janvier     | If I Ever Feel Better    | 12       | 23       | 4        | 67       | 65                     | —           | 8        | United                    |
| 2004           | 22 mars        | Everything Is Everything | —        | —        | —        | 91       | 74                     | —           | —        | Alphabetical              |
| 2004           | 19 avril       | Run Run Run              | —        | —        | —        | —        | 66                     | —           | —        | Alphabetical              |
| 2006           | 8 mai          | Long Distance Call       | -        | —        | —        | —        | —                      | —           | —        | It's Never Been Like That |
| 2006           | 11 septembre   | Consolation Prizes       | -        | —        | —        | —        | —                      | —           | —        | It's Never Been Like That |
| 2009           | 23 février     | 1901                     | -        | —        | —        | —        | —                      | -           | —        | Wolfgang Amadeus Phoenix  |
| 2009           | 7 juillet      | Lisztomania              | —        | —        | —        | —        | —                      | 18          | —        | Wolfgang Amadeus Phoenix  |
| 2013           | 18 février     | Entertainment            | 43       | —        | —        | —        | —                      | —           | —        | Bankrupt!                 |
| 2015           | 3 décembre     | Alone on Christmas Day   | —        | —        | —        | —        | —                      | —           | —        | Alone on Christmas Day    |

## Bandes originales
- Thomas Mars interprète (sous le pseudonyme de Gordon Tracks) la chanson titre Playground Love de la bande originale de Virgin Suicides en 1999, aux côtés du groupe Air.
- Summer Days et Too Young apparaissent dans le film L'Amour extra-large des frères Farrelly en 2002. Too Young figure également sur la bande originale de Lost in Translation, réalisé par Sofia Coppola en 2003.
- Le groupe participe au tournage du film Marie-Antoinette en 2006.
- Everything Is Everything est l'un des titres de Guitar Hero On Tour: Decades, en 2008, et est utilisé comme chanson de la victoire[35]. Le morceau figure également dans la bande originale de la série Six Feet Under et apparaît dans le film Terrain d'entente[36].
- Love for Granted est entendue dans les films 15 ans et demi et Broken English[37], ainsi que dans la série Newport Beach (saison 2, épisode 23)[38].
- Lisztomania est la première musique que l'on entend dans la série Cougar Town ; la chanson est aussi apparue dans la série Entourage (saison 6, épisode 12) et dans le jeu vidéo Life Is Strange 2. Le remix de Lisztomania, par Alex Metric, figure dans la bande originale du jeu Gran Turismo sur PSP.
- If I Ever Feel Better est utilisée dans les crédits de l'épisode 2 de la saison 5 d'Entourage.
- 1901 est le titre phare de la bande originale du film New York, I Love You, un film collectif avec Hayden Christensen, Rachel Bilson, Andy Garcia, et Natalie Portman[39]. La chanson est également apparue dans les séries Gossip Girl (saison 3, épisode 2) et Melrose Place : Nouvelle Génération (saison 1, épisode 2), ainsi que dans le film NWD 10 - Dust & Bones lors de la séquence à Kamloops avec Graham Agassiz. Elle est aussi utilisée dans le teaser de l'émission de cuisine française MasterChef.
- Rome est entendue dans la série 90210 (saison 2, épisode 2)[40].
- En 2011, la bande originale du film Somewhere de Sofia Coppola est signée Phoenix. Cette bande-son est construite par des collages qui ont permis la réalisation du puzzle énigmatique Love Like a Sunset[41].
- Lasso fait partie de la bande sonore de Guitar Hero : Warriors Of Rock, paru en septembre 2010, ainsi que de Rock Band 3, paru en octobre 2010.
- Armistice fait partie de la bande originale du jeu PES 2011.
- Love Like a Sunset apparaît à plusieurs reprises dans l'épisode 15 de la saison 7 de Grey's Anatomy, ainsi que dans l'épisode 12 de la saison 1 de Suits : Avocats sur mesure. La seconde partie du morceau sert de bande-son du teaser français de la série Les Experts : Miami du mois d'août 2011.
- Entertainment fait partie de la liste des musiques du film Insaisissables, réalisé par Louis Leterrier, sorti en juillet 2013.
- Un de leurs titres, Bankrupt![42], est entendu dans le film de Sofia Coppola The Bling Ring en 2013.
- Tonight fait partie de la bande originale du jeu FIFA 23.

## Prix et reconnaissances
En 2010, l'album "Wolfgang Amadeus Phoenix" est disque d'or•
| Année | Cérémonie               | Titre                     | Résultat   |
| ----- | ----------------------- | ------------------------- | ---------- |
| 2010  | Grammy Award            | Meilleur album alternatif | Récompensé |
| 2014  | Victoires de la musique | Album Rock                | Récompensé |